# Ferruccio Santamaria
Ferruccio Santamaria (Maddaloni, 4 maggio 1926 – Castellammare del Golfo, ...) è stato un calciatore italiano, di ruolo centrocampista.

## Biografia
Finita la carriera sportiva si è trasferito a Castellammare del Golfo per vivere.

## Caratteristiche tecniche
Inizia la carriera come attaccante, divenendo poi un centromediano.

## Carriera
Ha cominciato la propria carriera nella vicina Nola; con i colori bianconeri il 18 novembre 1945 vince il torneo amichevole Quirino, battendo il Sant'Anastasia. Col Nola fa il suo esordio in campionato il 16 dicembre 1945, battendo 6-0 il Portici. Al termine della stagione col Nola vincerà sia il proprio girone che le finali regionali, conquistando l'accesso alla Serie C.
Ha esordito in Serie A con la maglia del Napoli il 16 febbraio 1947 in Livorno-Napoli (2-2).
Ha giocato in massima serie anche con le maglie di Palermo e Catania.

## Palmarès

### Club

#### Competizioni nazionali
- Serie B: 1

Catania: 1953-1954